# Arenberg
Arenberg även Aremberg, var ett grevskap, furstendöm och slutligen ett hertigdöme som var beläget i Rhenlandet i Tyskland. Först dokumenterat i skrift är Arenberg på 1200-talet. Hertigarna av Arenberg är idag en framstående aristokratisk familj i Belgien.
Arenberg var beläget i Rhenprovinsen, söder om
Köln, i preussiska regeringsdistriktet Koblenz.
Ruinerna av det gamla stamslottet ligger på den höga
basaltklippan Arenberg, vid vars fot byn af samma namn är belägen. Herrarna av Arenberg, vilka omtalas redan på 1100-talet, fick efter hand grevlig och furstlig värdighet, 1582 säte och stämma på tyska riksdagen och 1644 hertigtitel. Hertigdömet övergick genom
freden i Lunéville (1801) till Frankrike, och den dåvarande hertigen fick såsom ersättning amtet Meppen
i Hannover och grevskapet Recklinghausen i Westfalen, vilka områden genom Wienfreden 1815
tillförsäkrades släkten, det första under hannoveransk och det andra under preussisk överhöghet.
Hertigdömet Arenberg däremot tillföll Preussen. Förutom Arenberg-Meppen (2 195 km2), som 1826 af Georg IV
upphöjdes till hertigdöme, och Recklinghausen (780 km2), innehade släkten stora jordbesittningar i Belgien och i Frankrike samt ansågs vara mycket rik.
Familjen är katolsk och bosatt i Bryssel. 